# Franz Pfnür
Franz Pfnür, född 21 november 1908, död 21 september 1996, var en tysk alpin skidåkare som tävlade i Olympiska vinterspelen 1936 där han vann den första guldmedaljen för alpina skidåkare i Olympiska spelen. 
Han föddes i Marktschellenberg.